# Municipio de Algernon
El municipio de Algernon (en inglés: Algernon Township) es un municipio ubicado en el condado de Custer en el estado estadounidense de Nebraska. En el año 2010 tenía una población de 305 habitantes y una densidad poblacional de 1,27 personas por km².

## Geografía
El municipio de Algernon se encuentra ubicado en las coordenadas 41°13′25″N 99°18′5″O / 41.22361, -99.30139. Según la Oficina del Censo de los Estados Unidos, el municipio tiene una superficie total de 239.3 km², de la cual 239,29 km² corresponden a tierra firme y (0 %) 0.01 km² es agua.

## Demografía
Según el censo de 2010, había 305 personas residiendo en el municipio de Algernon. La densidad de población era de 1,27 hab./km². De los 305 habitantes, el municipio de Algernon estaba compuesto por el 96,39 % blancos, el 0,66 % eran amerindios, el 0,66 % eran asiáticos y el 2,3 % eran de una mezcla de razas. Del total de la población el 2,62 % eran hispanos o latinos de cualquier raza.